# Monte Dego
Il monte Dego (1.421 m s.l.m.) è una montagna dell'Appennino ligure.